# Jayavarman II
Jayarvarman II (tiếng Khmer: ជ័យវរ្ម័នទី២; ?—877), một vị vua của Campuchia trong thế kỷ 9, được công nhận rộng rãi như là người sáng lập ra Vương quốc Khmer, cai trị phần lớn Đông Nam Á đại lục trên 600 năm. Các sử gia trước đây coi thời gian trị vì của ông từ khoảng năm 835 tới năm 877, nhưng hiện nay nhiều học giả coi khoảng thời gian trị vì của ông là từ 770 tới 835. Theo như các tài liệu trong đền Skok Dak Thom thì ông sinh sống thuở nhỏ tại Java. Sau đó, ông quay lại Campuchia và tuyên bố mình là vua Javayarman II của người Khmer, độc lập khỏi Java.
Nhờ thời gian ở Java, ông đã mang nghệ thuật và văn hóa của triều đình Sailendran của Java về cho triều đình Khmer. Sau khi trở về nhà ở vương quốc Chân Lạp, ông đã nhanh chóng xây dựng thế lực của mình, đánh bại nhiều vị vua khác và năm 790 trở thành hoàng đế của Vương quốc Khmer. Trong những năm tiếp theo, ông đã mở rộng lãnh thổ của mình và cuối cùng đã thành lập kinh đô mới Hariharalaya gần thị xã Roluos của Campuchia ngày nay. Do vậy, ông đã đặt nền móng cho kinh đô Angkor trải dài đến 15 km về phía tây bắc. Năm 802, ông tự xưng Chakravartin (vua thiên hạ) bằng một lễ đăng quang theo phong cách Ấn Độ giáo. Bởi thế, ông không những trở thành một vị vua được thành thánh sắc phong và vô địch mà còn đồng thời tuyên bố sự độc lập của vương quốc mình khỏi vương quốc Java. Jayavarman II mất khoảng năm 877.

## Thụy hiệu
Jayavarman II mất khoảng năm 877 và được đặt thụy hiệu là Paramesvara, "chúa tể tối cao của Shiva". Con trai ông là Jayavarman III và hai vị vua khác của gia đình. Ông được thờ cùng hai vị vua đó và các bà vợ của họ tại dền Preah Ko ở Roulous, do vua Indravarman I cho xây dựng và khánh thành vào năm 880.